# Sekretär der Regionalverwaltung (Timor Timur)
| Sekretär der Regionalverwaltung der Provinz Timor Timur |                                |           |
|                                                         | José Bonifacio dos Reis Araújo | 1976      |
|                                                         | J R Sinaga                     |           |
|                                                         | A. Paul Kalangi                | 1980–1983 |
|                                                         | Antonius Baldinuci Saridjo     | 1983–1989 |
|                                                         | António Freitas Parada         | 1989–1992 |
|                                                         | Johanes Haribowo               | 1992–1993 |
|                                                         | Radjakarina Brahmana           | 1993–1998 |
| vakant                                                  | 1998                           |           |
|                                                         | Radjakarina Brahmana           | 1998–1999 |

Der Sekretär der Regionalverwaltung (indonesisch Sekretaris Wilayah Daerah, Sekwilda) war in Timor Timur das zweithöchste Amt in der Verwaltung des als Provinz von Indonesien zwischen 1976 und 1999 annektierten Osttimor. Sollte die Position eigentlich mit einem Osttimoresen besetzt werden, stammten die meisten der Regionalsekretäre Timor Timurs und waren zudem oft  der Zivilverwaltung abgestellte Offiziere der Streitkräfte Indonesiens (Karyawan).
Der Regionalsekretär war formal dem Gouverneur der Provinz (und seinem Stellvertreter) unterstellt. Er sollte dem Chef der Provinz bei der Verwaltung, der Führung des Verwaltungspersonals und der internen Koordination der Leiter der einzelnen Agenturen der Provinz helfen. Real hielt aber der Sekretär die Macht in den Händen, weil er auch die Kontrolle über den Provinzhaushalt hatte und zuständig für alle die Entwicklungsprojekte war. Gouverneur Guilherme Gonçalves musste zum Beispiel sein Amt aufgeben, nachdem er mit A. Paul Kalangi in Streit über den Anteil der Kaffeesteuer für die lokale Regierung geriet. Mitglieder des Rates der Volksrepräsentanten der Provinz (DPRD) beschwerten sich in einem Bericht an Indonesiens Präsident Suharto, dass Oberst Kalangi und seinen Stellvertreter Hauptmann A. Azis Hasyam  Gelder aus dem Entwicklungsfonds zweckentfremden würden. Sie würden die Hilfsgelder der Zentralregierung in Jakarta plündern. Die Abgeordneten gaben an über die Ausgaben von „Millionen von Indonesische Rupiah“ zu wissen, deren Verwendungsangaben sich als „völlig fiktiv“ erwiesen hätten.
Antonius Baldinuci Saridjo war als Sekretär 1987 Mitglied des Regionalwahlausschusses. Als 1986 die Universitas Timor Timur gegründet wurde, erhielt Saridjo den Posten des Leiters der zugehörigen Yayasan Timor Loro Sae (deutsch Stiftung Osttimor). Das Amt behielt er auch nach seiner Amtszeit in Ostimor. Als er Mitte der 1990er Jahre sein Amt als Vorsitzender niederlegte, stellte auch das indonesische Innenministerium seine finanzielle Unterstützung für die Universität ein. Saridjo, Johanes Haribowo und Radjakarina Brahmana stiegen später zum Vizegouverneur Timor Timurs auf.
Die formelle Ernennung des Sekwilda erfolgte durch den indonesischen Innenminister. Auf Ebene der Distrikte (Kabupaten) gab es eine entsprechende Position.